# Серата-Ноуе (Фалештський район)
Серата-Ноуе (рум. Sărata Nouă) — село у Фалештському районі Молдови. Входить до складу комуни, адміністративним центром якої є село Серата-Веке.

## Населення
За даними перепису населення 2004 року у селі проживали 843 особи.
Національний склад населення села:
| Національність   | Кількість осіб | Відсоток   |
| ---------------- | -------------- | ---------- |
| молдавани румуни | 825 4          | 97,9% 0,5% |
| росіяни          | 10             | 1,2%       |
| українці         | 4              | 0,5%       |
| Всього           | 843            | 100%       |